# Corynellus
Corynellus is een kevergeslacht uit de familie van de boktorren (Cerambycidae). De wetenschappelijke naam van het geslacht werd voor het eerst geldig gepubliceerd in 1885 door Bates.

## Soorten
Corynellus omvat de volgende soorten:
- Corynellus aureus Linsley, 1961
- Corynellus cinnabarinus Chemsak & Linsley, 1979
- Corynellus lampyrimorphus Swift, 2008
- Corynellus mimulus Bates, 1885
- Corynellus ochraceus Bates, 1885